# Paweł Rosa
Paweł Rosa (ur. 13 listopada 1890 w Szczurowej, zm. wiosną 1940 w Charkowie) – kapitan administracji Wojska Polskiego, ofiara zbrodni katyńskiej.

## Życiorys
Syn Franciszka i Anny z Cieślów urodzony 13 listopada 1890 w Szczurowej w powiecie brzeskim Królestwa Galicji i Lodomerii. W czasie I wojny światowej walczył w szeregach c. k. Obrony Krajowej. Jego oddziałem macierzystym był Pułk Piechoty Obrony Krajowej Nr 36, przemianowany w 1917 roku na Pułk Strzelców Nr 36. Na stopień podporucznika rezerwy został mianowany ze starszeństwem z 1 stycznia 1916 roku.
Po odzyskaniu przez Polskę niepodległości został przyjęty do Wojska Polskiego. Uczestniczył w wojnie polsko-ukraińskiej i wojnie polsko-bolszewickiej 1918–1921. Od lat 20. służył w szeregach 2 Pułku Strzelców Podhalańskich w Sanoku. 3 maja 1922 roku został zweryfikowany w stopniu kapitana ze starszeństwem z 1 czerwca 1919 roku i 1490. lokatą w korpusie oficerów piechoty. Do 1932 na stanowiskach dowódcy kompanii i referenta mobilizacyjnego. Z dniem 15 lipca 1932 roku został przydzielony do Powiatowej Komendy Uzupełnień Płock na stanowisko kierownika II referatu. Z dniem 1 września 1938 roku PKU Płock została przemianowana na Komendę Rejonu Uzupełnień Płock. W dalszym ciągu pełnił służbę na stanowisku kierownika II referatu uzupełnień.
W czasie kampanii wrześniowej 1939 roku, po agresji ZSRR na Polskę, dostał się do niewoli sowieckiej i przetrzymywano go w obozie w Starobielsku. Wiosną 1940 roku został zamordowany przez funkcjonariuszy NKWD w Charkowie i pogrzebany potajemnie w bezimiennej mogile zbiorowej w Piatichatkach, gdzie od 17 czerwca 2000 roku mieści się oficjalnie Cmentarz Ofiar Totalitaryzmu w Charkowie. Figuruje na Liście Starobielskiej NKWD pod poz. 2822.

## Ordery i odznaczenia
- Krzyż Walecznych
- Srebrny Krzyż Zasługi (22 maja 1939)[10]
- Medal Pamiątkowy za Wojnę 1918–1921
- Medal Dziesięciolecia Odzyskanej Niepodległości
- Złoty Medal Waleczności (Austro-Węgry)[11]
- Srebrny Medal Waleczności 1 klasy (Austro-Węgry)[11]

## Upamiętnienie
5 października 2007 roku minister obrony narodowej Aleksander Szczygło – decyzją nr 439/MON – mianował go pośmiertnie na stopień majora. Awans został ogłoszony 9 listopada 2007 roku w Warszawie, w trakcie uroczystości „Katyń Pamiętamy – Uczcijmy Pamięć Bohaterów”.
W ramach akcji „Katyń... pamiętamy” / „Katyń... Ocalić od zapomnienia”, został zasadzony Dąb Pamięci honorujący Pawła Rosę w Bochni.
12 kwietnia 2013, na obelisku pamięci ofiar zbrodni katyńskiej w Bochni przy ulicy Ofiar Katynia w Bochni, odsłonięto czwartą tablicę z nazwiskami pomordowanych związanych z miastem, w tym zostało wymienione nazwisko Pawła Rosy.